# 官渡镇 (浏阳市)
官渡为中国湖南省浏阳市下辖镇，位于浏阳市东部。辖域西与沿溪镇接壤，北与达浒镇毗邻，东与张坊镇交界，南与永和镇相连。全镇辖域总面积106.2平方公里，2017年镇内有人口28,858人。

## 历史沿革
官渡镇在东吴时期称为居陵，曾为刘阳县县治，元朝为浏阳州治所在地。明朝和清朝时代，官渡为墟市，中华人民共和国成立后，曾设置人民公社，1992年4月，官渡由乡升格为镇。

## 现行行政区划
全镇下辖5个行政村、3个社区，分别为新安社区、南岳社区和竹山社区，观音塘村、田郊村、兵和村、云山村和竹联村。

## 经济
官渡镇经济以农业为主。2017年，官渡镇有耕地27,525亩，其中水田26,190亩，旱土1,335亩。官渡镇的柑橘、无公害蔬菜和花卉苗木产业比较有名。官渡镇已有一生态金柑园，此外，蔗棚、南岳、金塘则主要种植无公害蔬菜，跨马、竹山、田郊主要栽培花卉苗木，并在竹山开发了沼气工程；溪头、石碑、跨马则主要养殖黑山羊。近年，官渡镇也积极吸引民众返乡创业，以开发乡村旅游资源。除了官渡古镇外，镇内一些生态农场也开始成为游客旅游的目的地。

## 交通
杭長高速公路在官渡镇有出口连接309省道，另外，浏阳市2号县道也途经官渡镇。